# Triplectides tambina
Triplectides tambina là một loài Trichoptera trong họ Leptoceridae. Chúng phân bố ở miền Australasia.